# Штайнштюккен

Штайнштюккен в 1972—1990 годах на карте

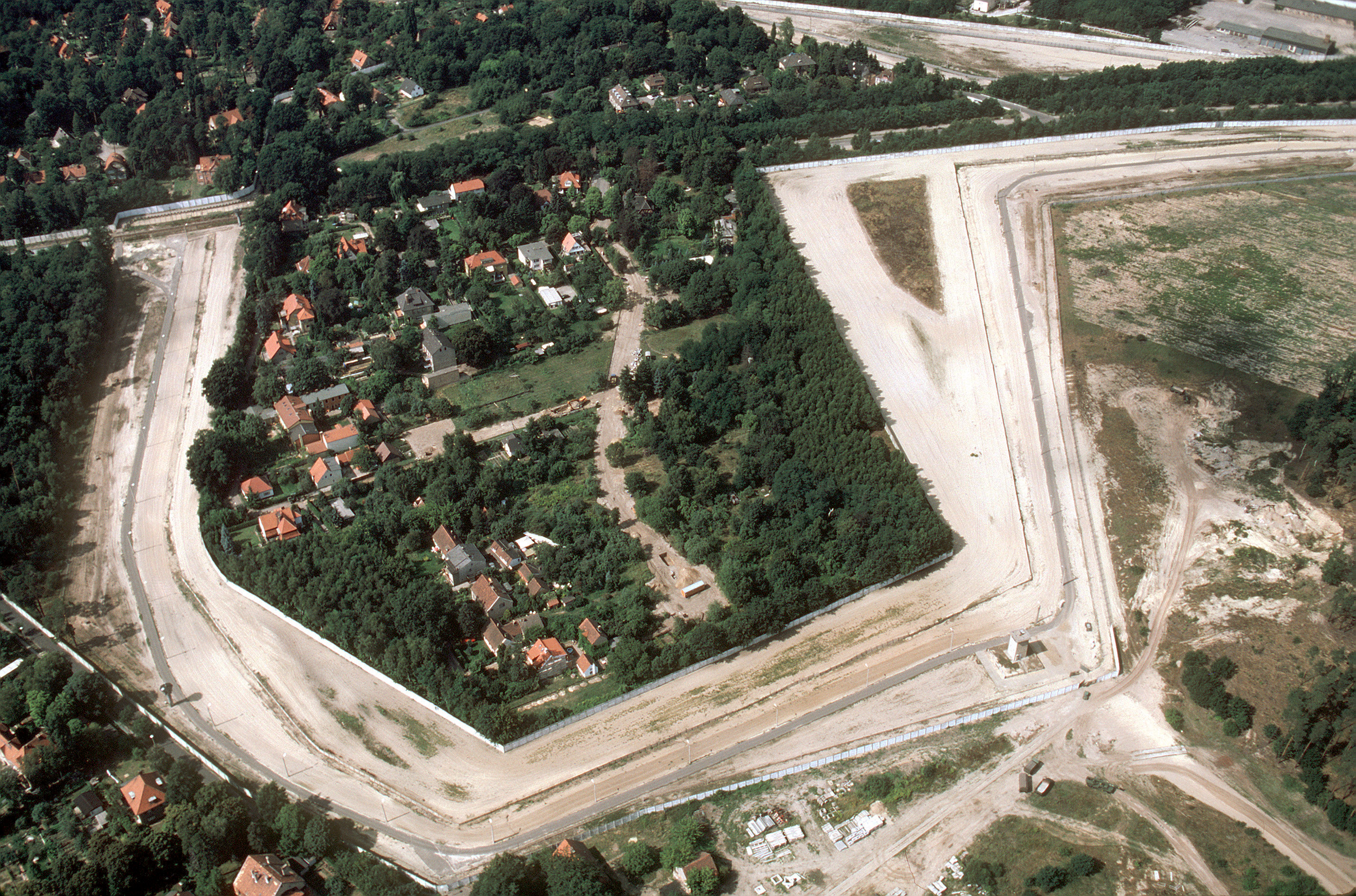
Штайнштюккен с высоты птичьего полёта. 1989

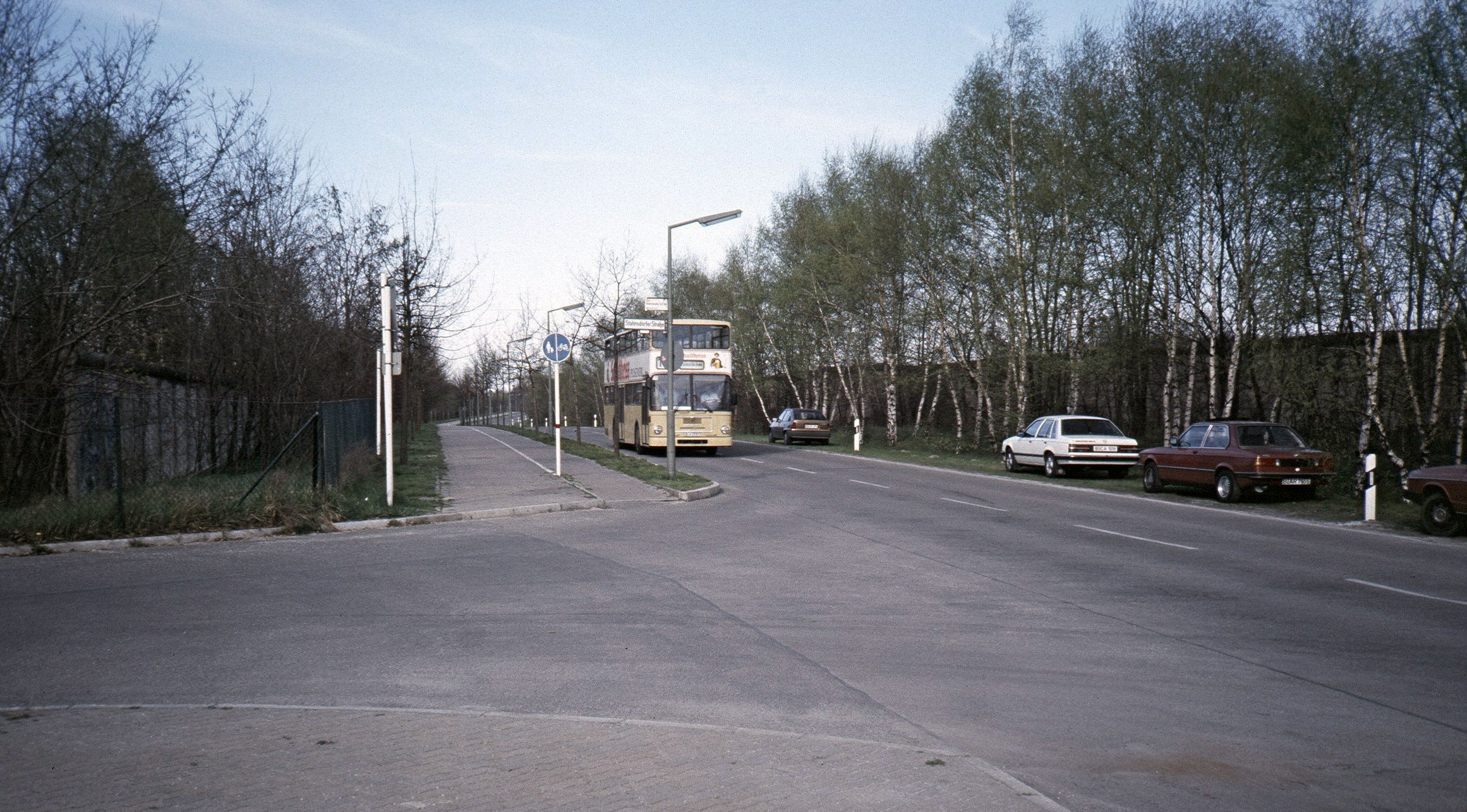
Обнесённая стеной с двух сторон улица Бернхард-Байер-штрассе, соединявшая Штайнштюккен с Западным Берлином. 1987

Шта́йнштюккен (Штейнштюккен, нем. Steinstücken) — историческая местность и микрорайон в южной части берлинского района Ванзе на горе Бабельсберг, давшей название району Потсдама. В Штайнштюккене на территории в один километр с запада на восток и 300 м с севера на юг проживает около 300 человек. Штайнштюккен получил известность как единственный постоянно обитаемый эксклав Западного Берлина в годы холодной войны.

## История
В 1787 году крестьяне деревни Штольпе, располагавшейся на территории современного района Ванзе, приобрели этот земельный участок, находившийся за пределами их общины. В XIX веке на этой территории возникло поселение. Штольпе позднее вошла в состав Ванзее, а эксклав Штайнштюккена сохранился. В 1920 году с образованием Большого Берлина граница Ванзее стала внешней границей Берлина, а Штайнштюккен — эксклавом Берлина. До 1945 года такое положение дел не было уникальным и не имело особого значения. Штайнштюккен, входивший в состав Берлина, оказался в окружении разросшегося потсдамского предместья Нойбабельсберг и поддерживал с ним тесные хозяйственные связи.
По окончании Второй мировой войны в 1945 году граница города стала границей между зонами оккупации. Штайнштюккен в составе округа Целендорф был отнесён к американскому сектору оккупации Берлина, а окружавший эксклав потсдамский район Бабельсберг — к советской зоне оккупации Германии. Первое время граница оставалась открытой для гражданского населения.
18 октября 1951 года ГДР попыталась аннексировать эксклав на её территории, но столкнулась с сопротивлением местных жителей. После вмешательства США через несколько дней статус-кво был восстановлен. После этого ГДР выставила вокруг Штайнштюккена пограничные посты, ограничившие свободу передвижения жителей Штайнштюккена. Переход из Штайнштюккена в Западный Берлин был возможен только по лесной дороге через два пограничных перехода. 1 июня 1952 года ГДР закрыла жителям Западного Берлина доступ на свою территорию, оставив открытым для них только Восточный Берлин, и приступила к возведению заграждений на дорогах у внешней границы Берлина, в том числе и на границе Штайнштюккена.
С возведением Берлинской стены в 1961 году вокруг Штайнштюккена были установлены пограничные сооружения в виде заградительных рогаток, которые было преодолеть легче, чем стену. Поэтому в Штайнштюккен потянулись многочисленные беглецы из ГДР. После того, как таким образом на Запад бежало более 20 пограничников ГДР, в том числе, например, Руди Туров, по решению правительства ГДР вокруг Штайнштюккена была возведена стена, и здесь граница между Западным Берлином и ГДР стала также непреодолимой. Генерал Люсиус Д. Клей посетил Штайнштюккен на вертолёте 21 сентября 1961 года, вслед за этим визитом в эксклаве был установлен постоянный военный пост США и обустроена вертолётная площадка для переброски американских солдат.
Четырёхстороннее соглашение от 3 сентября 1971 года открыло перспективы решения проблемы таких малых эксклавов, как Штайнштюккен, путём обмена территорий. Каждое изменение границы города затрагивало четырёхсторонний статус Берлина, что обусловило необходимость такой предварительной договорённости. Особое соглашение между Западным Берлином и ГДР, урегулировавшее детали обмена территорий, было заключено 20 декабря 1971 года. По соглашению ГДР уступила Западному Берлину полосу шириной 20 м и длиной около одного километра между Штайнштюккеном и западноберлинским районом Кольхазенбрюкк. В свою очередь Западный Берлин уступил ГДР неиспользовавшийся земельный участок площадью в 3,64 га в потсдамском районе Древиц. Эксклав Штайнштюккен преодолел изоляцию, соединившись с Западным Берлином. По полосе была проложена заасфальтированная улица Бернхард-Байер-штрассе. По улице, с обеих сторон обнесённой стеной, было организовано автобусное сообщение. Штайнштюккен постепенно превратился в туристическую достопримечательность разделённого города. Демонтаж пограничных сооружений в Штайнштюккене начался весной 1990 года. Административная граница между землёй Бранденбург и городом Берлином сохранилась по состоянию на 1972 год.